# Elechas
Elechas és una localitat del municipi de Marina de Cudeyo (Cantàbria, Espanya).
L'any 2008 tenia 426 habitants. La localitat es troba a 35 metres d'altitud sobre el nivell del mar, i a 1'5 km de la capital municipal, Rubayo.
Els barris que componen la localitat són: Argomeda, El Cardiro/El Cardiru, La Raba, El Cueto/El Cuitu, El Escajal/L'Escajal, Estanillo/L'Estanillu, Hontañón, El Espino/L'Espinu, La Maza, El Urro/L'Urru, La Torre, San Roque, La Lastra/La Llastra, Perales, Reventún, San Lázaro i Solamaza.
En 1861, Pascual Madoz assenyalava en el seu Diccionario geográfico-estadístico-histórico de España y sus posesiones de Ultramar (Diccionari geogràfic-estadístic-històric d'Espanya i les seves possessions d'Ultramar) com la seva proximitat a la badia de Santander permetia als seus habitants la pesca d'anguiles, llobarros, orades i mariscs. Així mateix, s'extreia la caloca per abonar els camps.

## Patrimoni
- Església parroquial de San Bartolomé